# 静岡市立清水高部東小学校
静岡市立清水高部東小学校（しずおかしりつ しみずたかべひがししょうがっこう）は、静岡県静岡市清水区押切にある公立小学校。

## 沿革
- 1982年（昭和57年）4月1日 - 「清水市立高部東小学校」開校[1]。
- 1984年（昭和59年） - 体育館完成[1]。
- 1992年（平成4年）2月5日 - 開校10周年記念式典を挙行[1]。
- 2003年（平成15年）4月 - 静岡市との合併に伴い、「静岡市立清水高部東小学校」に改称[1]。
- 2006年（平成18年）8月 - 創立25周年を記念して、PTAより図書室にエアコンが寄贈される[1]。
- 2011年（平成23年）
  - 6月 - 開校30周年の記念事業として、PTAの協力で各教室へ扇風機を設置[1]。
  - 10月 - 開校30周年記念として航空写真を撮影[1]。

## 通学区域
清水区

| - 石川の一部 - 石川新町 - 石川本町 - 梅ヶ谷の一部 - 押切の一部 | - 天王町 - 天王西 - 天王東 - 天王南 - 蜂ヶ谷の一部 | - 弥生町の一部 |

## 著名な出身者
- 広瀬アリス - ファッションモデル及び女優
- 広瀬すず - ファッションモデル及び女優[2]

## アクセス
- しずてつジャストライン梅ヶ谷蜂ヶ谷線 「高部東小学校入口」停留所から、徒歩2分